# Sleenerzand
Sleenerzand is een ruim 1600 ha groot bosgebied in de provincie Drenthe, gelegen tussen Noord-Sleen en Schoonoord. De bossen werden in de jaren 1930 aangeplant. Er zijn nog veel sporen uit het verre verleden te vinden, in het noordelijke gedeelte gletsjerkuilen en in het zuidelijke gedeelte grafheuvels.
In het gebied ligt de recreatieplas de Kibbelkoele. Ook het openluchtzwembad Bosbad Noord-Sleen ligt in het Sleenerzand en er is een 30 km lange mountainbikeroute.
Een oorlogsmonument herinnert aan de zeven soldaten die op 14 mei 1943 in het bos omkwamen. Hun bommenwerper was teruggekeerd van een bombardement in Duitsland, toen hij boven Emmen door een Duitse nachtjager werd neergehaald. Verder ligt er een steen voor soldaat White, die een grote ramp voorkomen heeft. Zijn vliegtuig werd ook neergehaald en dreigde op Noord-Sleen neer te storten, maar hij wist in het bos te landen.